# Євсюков В'ячеслав Володимирович
В'ячеслав Володимирович Євсюков (нар. 28 серпня 1947, тепер Російська Федерація) — український радянський діяч, секретар парткому Макіївського металургійного комбінату імені Кірова Донецької області. Член ЦК КПУ в 1986—1990 р.

## Життєпис
Освіта вища. Член КПРС з 1969 року.
У 1980-х—1990 р. — секретар партійного комітету КПУ Макіївського металургійного комбінату імені Кірова Донецької області.
Потім — на пенсії у місті Макіївці Донецької області.

## Нагороди
- ордени
- медалі